# KLG Gymnastik
KLG Gymnastik er en dansk Idrætsforening beliggende i Lind syd for Herning.
Foreningen tilbyder gymnastik, floorball. KLG floorball er en del af KLG Gymnastik på grund af de administrative krav, der følger med sportsgrene med få aktive medlemmer.
KLG Gymnastik er medlem af DGI og er en af medlemsforeningerne i HHG.

## Træningsfaciliteter
KLG Gymnastik tilbyder hold på de to skoler i Lind samt i Alpihallerne. Skolerne huser primært hold for de yngste gymnaster, mens Alpihallerne rummer de ældste gymnastikhold samt voksenhold. I Hal 3 i Alpihallerne findes, udover mobilt springudstyr som skumudstyr, trampetter og airtracks, permanente springfaciliteter såsom hæve-sænkemadrasser, stortrampoliner og en stor skumgrav

## Historie
Foreningen blev stiftet i august 1969 under navnet Kollund-Lind Gymnastikforening, som et samarbejde mellem de to nabobyer Nørre Kollund og Lind. Senere blev navnet ændret til KLG Gymnastik for at harmonere med de øvrige idrætsforeninger i Lind, som oprindeligt blev startet under KLG Gymnastik, men som nu er selvstændige KLG-foreninger.
Lind har siden 60'erne oplevet en kraftig befolkningstilvækst, mens Kollund kun har haft en begrænset vækst. På trods af dette er navnet Kollund bibeholdt og er fortsat en integreret del af KLG, ligesom de øvrige foreninger under KLG.

## Hold
Foreningen tilbyder gymnastikhold opdelt efter årgange og køn, fra tumlere på 1 år, hvor børnene lærer gymnastik sammen med en voksen, og videre op gennem folkeskolen på pige- og drengehold. Der arbejdes med spring, rytme samt grundlæggende styrke- og smidighedstræning. Der er også hold for voksne, der gerne vil træne gymnastik eller floorball på et uformelt niveau.